# Joey Cheek
William Joseph Cheek –conocido como Joey Cheek– (Greensboro, 22 de junio de 1979) es un deportista estadounidense que compitió en patinaje de velocidad sobre hielo. 
Participó en dos Juegos Olímpicos de Invierno, obteniendo en total tres medallas, bronce en Salt Lake City 2002, en la prueba de 1000 m, y oro y plata en Turín 2006, en 500 m y 1000 m.
Ganó dos medallas de bronce en el Campeonato Mundial de Patinaje de Velocidad sobre Hielo en Distancia Individual de 2003 y dos medallas en el Campeonato Mundial de Patinaje de Velocidad sobre Hielo en Distancia Corta, oro en 2006 y bronce en 2005.

## Palmarés internacional
| Juegos Olímpicos                           | Juegos Olímpicos                | Juegos Olímpicos  | Juegos Olímpicos      |
| Año                                        | Lugar                           | Medalla           | Prueba                |
| ------------------------------------------ | ------------------------------- | ----------------- | --------------------- |
| 2002                                       | Salt Lake City (Estados Unidos) | Medalla de bronce | 1000 m                |
| 2006                                       | Turín (Italia)                  | Medalla de oro    | 500 m                 |
| 2006                                       | Turín (Italia)                  | Medalla de plata  | 1000 m                |
| Campeonato Mundial en Distancia Individual |                                 |                   |                       |
| Año                                        | Lugar                           | Medalla           | Prueba                |
| 2003                                       | Berlín (Alemania)               | Medalla de bronce | 1000 m                |
| 2003                                       | Berlín (Alemania)               | Medalla de bronce | 1500 m                |
| Campeonato Mundial en Distancia Corta      |                                 |                   |                       |
| Año                                        | Lugar                           | Medalla           | Prueba                |
| 2005                                       | Salt Lake City (Estados Unidos) | Medalla de bronce | Clasificación general |
| 2006                                       | Heerenveen (Países Bajos)       | Medalla de oro    | Clasificación general |